# Jérôme Toussaint
Jérôme Toussaint (Ukkel, 7 november 1979) is een Belgisch lokaal politicus voor de MR en voormalig hockeyer.

## Levensloop
Toussaint was actief bij Royal Léopold HC. Ook maakte hij deel uit van het Belgisch hockeyteam. In totaal verzamelde hij 110 caps.
Zijn grootvader (Paul) was eveneens actief in het hockey.
Toussaint studeerde politieke wetenschappen aan de ULB. Van beroep is hij actief als kabinetsmedewerker. Zelf is Toussaint ook politiek actief. Bij de gemeenteraadsverkiezingen van 2006 kwam hij een eerste maal op. Vanop de 27e plaats op de  MR-kieslijst werd hij verkozen tot gemeenteraadslid te Ukkel. Hij kreeg 565 voorkeurstemmen. In 2012 (14e plaats; 736 stemmen) en 2018 (9e plaats, 526 stemmen) werd hij herverkozen.